# Bozar (restaurant)
Pour les articles homonymes, voir Bozar.
Bozar restaurant est un restaurant deux étoile  Michelin situé rue Baron Horta à Bruxelles, en Belgique, au sein du Palais des beaux-arts de Bruxelles (Bozar). Le patron et chef est Karen Torosyan, d'origine arménienne. Il vivait en Géorgie avant d'émigrer à Bruxelles.
En novembre 2023, Bozar restaurant est considéré comme le 27ème meilleur restaurant situé en Belgique.

## Étoiles Michelin
- depuis 2023

## Gault et Millau
- 17/20